# Børnevennerne
Børnevennerne er en dansk stumfilm fra 1916, der er instrueret af Holger-Madsen.

## Handling
Denne artikel mangler et handlingsreferat. Hjælp os med at skrive det.

## Medvirkende
- Svend Kornbeck - Grev von Jahn
- Ebba Thomsen - Dora von Jahn, grevens brordatter
- Valdemar Psilander - Poul Bjerne, læge
- Vita Blichfeldt - Ellen, Doras kammerjomfru